# Focus Junior
Focus Junior è un mensile italiano della famiglia Focus specializzato nella divulgazione scientifica e tecnologica per i ragazzi dagli 8 ai 13 anni.

## Descrizione
La rivista si occupa di scienza (soprattutto bionomia) tecnologia e in modo particolare del funzionamento di macchine, di comportamento di animali e di attualità sulla vita di scuola. Dal 2005 il sito web della rivista dispone di JuniorPedia, una enciclopedia per ragazzi nella quale i contenuti sono immessi dai contributori secondo il modello wiki.
"Divertirsi scoprendo il mondo" è il payoff della rivista, che si pone l'obiettivo di stimolare la naturale curiosità dei bambini. Gli argomenti trattati sono molteplici: accanto a quelli più tradizionali (come scienza, natura, animali e storia) negli ultimi anni sono emersi temi legati alla tecnologia, come il coding e la robotica
La rivista è arricchita da giochi di logica, abilità e cultura, e dalla descrizione di piccoli esperimenti. Sono presenti anche brevi storie a fumetti come A scuola con i prof e (in passato) Alter Focus, Daimon, Alieni in famiglia e Il brodo primordiale, che ha come protagonisti dei piccoli batteri.
La rivista ha pubblicato come allegati diversi libri, tra i quali Le più incredibili curiosità sugli animali (2005), Le più incredibili curiosità sulla Terra (2006), Gli ammazzasecchioni (2007) e I diritti dei bambini (2007).
Oltre alla rivista cartacea, c'è il sito ufficiale focusjunior.it, ricco di contenuti e curiosità. Inoltre vi sono delle "sezioni interattive" dove gli iscritti al sito (perlopiù bambini fino ai 14 anni) possono chattare e scrivere dei racconti o delle dediche.
Dal 2008 la rivista ha un allegato: Focus Junior x Gioko, uno spinoff dedicato a giochi e passatempi per ragazzi dagli 8 ai 12 anni.

## Direttori
- Livio Colombo
- Vittorio Emanuele Orlando (detto Veo)
- Sarah Pozzoli[2]

## Loghi
| 2003 – 2008 | 2008 – 2018 | 2018 – attuale |
| ----------- | ----------- | -------------- |